# Bernabé Costas
Bernabé Costas de Miranda (nascido em Gondomar (Galiza) em 16 de janeiro de 1980) é um atleta paralímpico espanhol que compete na modalidade basquetebol em cadeira de rodas, medalha de bronze no Mundial Europeu de 2011. Participou, representando a Espanha, dos Jogos Paralímpicos de Londres 2012.